# رعاش قصدي
ينتمي الرعاش القصدي (بالإنجليزية: Intention tremor) إلى اضطرابات خلل الحركة، ويمتاز برعاش واسع خشن ضعيف التواتر (أقل من 5 هرتز) يبرز خلال الحركات المقصودة والموجهة بصريًا (من هنا أطلق عليه اسم الرعاش القصدي). يعامد هذا الرعاش اتجاه الحركة، وهذا يؤدي إلى بلوغ أعلى الهدف أو أسفله في حالة تُعرف بخلل التناسق. يحدث الرعاش القصدي نتيجة خلل في المخيخ خاصةً في الجهة الموافقة للرعاش في المنطقة الوحشية التي تتحكم في الحركات الموجهة بصريًا. قد يكون الرعاش أحادي أو ثنائي الجانب اعتمادًا على موقع الأذية المخيخية.
اكتشفت العديد من الأسباب حتى الآن، منها أذية أو تنكس المخيخ نتيجة أمراض التحلل العصبية أو الرضوض أو الأورام أو السكتات أو التسمم. لايوجد حاليًا علاج دوائي مؤكد رغم نجاح بعض العلاجات المصممة للرعاش مجهول السبب.

## الأسباب
يشيع الرعاش القصدي بين مرضى التصلب المتعدد (إم إس)، ويمثل الرنح عرضًا شائعًا له، وهو ضعف في تناسق حركة العضلات نتيجة آفة مخيخية تشكل علامةً وصفيةً للتصلب المتعدد. يدمر المرض الوظيفة الجسدية والمعرفية للأفراد غالبًا، وقد يكون العلامة الأولى للتصلب، وبالتالي تكون خسارة أو تدهور الوظيفة الحركية والحسية من أول أعراض الآفات المخيخية.
يملك الرعاش القصدي العديد من الأسباب الأخرى، منها بعض الاضطرابات العصبية مثل السكتة والكحولية وسحب الكحول واعتلال الأعصاب المحيطية وداء ويلسون ومرض كروتز فيلد جايكوب ومتلازمة غيلان باريه ومتلازمة الكروموسوم إكس الهش وأورام الدماغ ونقص سكر الدم وفرط الدرقية وقصور جارات الدرق والورم الجزيري والتقدم بالعمر وإصابة الدماغ الرضية. يمثل رعاش هولمز (رعاش الدماغ المتوسط أو النويات الحمراء) شكلًا آخر من الرعاش يتضمن رعاشات قصديةً من بين أعراضه الأخرى. يؤثر هذا المرض على العضلات الدانية في الرأس والكتفين والعنق، ويبلغ تواتر الرعاش فيه 2-4 هرتز أو أكثر.
يترافق الرعاش القصدي أيضًا مع العدوى بعضويات عديدة مثل فيروس غرب النيل والحصبة الألمانية والإنفلونزا وداء الكلب والحماق، وتتضمن السموم التي تسببه الزئبق وبروميد الميثيل والفوسفين، ويرتبط نقص الفيتامينات أيضًا بحدوثه خاصةً عوز الفيتامين إي. عُرفت العديد من العوامل الدوائية المسببة للرعاش القصدي مثل مضادات اضطراب النظم ومضادات الاختلاج والبنزوديازيبينات والسيكلوسبورين والليثيوم ومضادات الذهان والمنشطات. تسبب بعض النشاطات الاعتيادية مثل تناول الكثير من الكافيين والتدخين والكحول بالترافق مع التوتر والقلق والخوف والغضب والتعب الرعاش القصدي، وذلك بتأثيرها السلبي على المخيخ أو جذع الدماغ أو المهاد، وهذا سنناقشه في فقرة الآليات.

## الآلية
يبدو أن الرعاش القصدي المرافق للنشاطات اليومية العادية مثل حالات التوتر والخوف وتناول الكافيين والتعب لا ينجم عن أذًى في الدماغ، بل يرجح أن يكون تدهورًا مؤقتًا في الرعاش الطبيعي البسيط الذي يصيب أي بشري. تزول هذه الرعاشات غالبًا مع مرور الوقت.
تحدث الرعاشات القصدية المستمرة غالبًا بسبب أذية في مناطق محددة في الدماغ، ويمثل تنكس المخيخ أشيع أسبابها. يُعد المخيخ الجزء المسؤول من الدماغ عن التنسيق الحركي والوضعة والتوازن والحركات الدقيقة مثل محاولة لمس الأنف بالإصبع، وقد يكون تطور آفات مخيخية أحد العوامل المسببة. تمثل السويقة المخيخية العلوية أشيع أماكن الإصابة المسببة للرعاش القصدي، إذ تمر في هذه المنطقة ألياف عصبية تحمل معلومات إلى الدماغ المتوسط والنواة المسننة المسؤولين أيضًا عن ربط المخيخ بباقي الدماغ.
يُشكل إدمان الكحول سببًا اعتياديًا لأذية للمخيخ، إذ يسبب تنكسًا في منطقة الدودة، وهذا يؤدي إلى العجز عن معالجة الحركات الدقيقة لدى المصاب وتطور الرجفانات القصدية.
يحدث الضرر في التصلب المتعدد بسبب زوال الميلانين وموت الخلايا العصبية، وهذا يقود أيضًا إلى آفات مخيخية وعجز العصبونات عن نقل الإشارات العصبية. يُشار إلى الرعاشات القصدية باسم الرعاشات المخيخية بسبب هذا الترافق الوثيق بين أذية المخيخ وحدوث الرعاش، وقد تحدث هذه الرعاشات أيضًا نتيجة أذية جذع الدماغ أو المهاد، فكلا هاتين البنيتين تشاركان في عملية نقل المعلومات بين المخيخ والقشرة المخية وبين المخيخ والحبل الشوكي وصولًا إلى العصبون المحرك. تتطور حالة الرعاش عندما يتضرر هذا السبيل الذي يمثل نظام الترحيل بين المخيخ والعضلات التي يحاول التأثير عليها.

## التشخيص
يمكن اختيار التشخيص الأرجح من بين التشاخيص المحتملة اعتمادًا على الفحص والتقييم العصبي. يشمل الفحص السريري إجراء فحص جسدي والتصوير بالمرنان المغناطيسي وأخذ القصة المرضية وإجراء الدراسات الفيزيولوجية الكهربائية والتسارعية. لا يمكن تشخيص الرعاش القصدي المعزول إلا إذا كان تردده منخفضًا (أقل من 5 هرتز) مع غياب الرعاشات على الراحة. تفيد الدراسات الفيزيولوجية الكهربائية في تحديد تواتر الرجفان، بينما تحدد دراسات التسارع سعة الرجفان.
يستخدم المرنان المغناطيسي لتحديد موقع الأذية المخيخية ومدى تنكس المخيخ الذي قد يكون السبب وراء الرجفان القصدي. تسبب الآفات البؤرية مثل التنشؤات والأورام والنزوف وأماكن زوال الميلانين وغيرها سوء وظيفة المخيخ لتقود نحو المرض.
يمثل الفحص الجسدي طريقةً سهلةً لتحديد شدة الرجفان القصدي واعتلال النشاط الفيزيائي، ومن الاختبارات الشائعة المستخدمة في تقييمه اختبار إصبع-أنف وكعب-قصبة.
في اختبار إصبع-أنف، يطلب الفاحص من المريض أن يلمس أنفه بإصبعه بينما يراقب عدم انتظام التوقيت وشذوذات ضبط الحركة. يبدي المصاب بالرجفان القصدي حركات خشنة من جهة لأخرى تزداد شدتها مع اقتراب الإصبع من الأنف. يقيم اختبار كعب-قصبة الرجفانات القصدية في الطرفين السفليين. يستلقي المريض في هذا الاختبار على سرير الفحص ويضع كعبه على قمة الركبة المقابلة ويُطلب منه تاليًا إزاحتها للأسفل نحو القصبة (الظنبوب) وباتجاه الكاحل بينما يراقبه الطبيب لملاحظة الحركات الجانبية الخشنة الشاذة مع اقتراب الكعب من الكاحل.
تشكل عناصر القصة المرضية المهمة للتشخيص ما يلي:
- سن البدء.
- نمط البدء (مفاجئ أو تدريجي).
- المواقع التشريحية المصابة.
- معدل تطور المرض.
- العوامل المحرضة والكابحة للرجفان.
- الإدمان على الكحول.
- وجود قصة عائلية للرجفانات.
- الأدوية الحالية.

تشمل الأعراض الثانوية الملاحظة عادةً الرتة الكلامية (اضطراب الكلام الذي يتصف بضعف النطق والكلام المتداخل) والرأرأة (حركات عين سريعة غير إرادية، وخاصةً تدوير العينين) واضطراب المشي (شذوذ المشي) ورجفان الوضعة أو الرنح (حركات أمامية خلفية للعنق والجذع)، وقد يظهر الرجفان الوضعي أيضًا مع الرجفان القصدي.